# Cullman megye
Cullman megye az Amerikai Egyesült Államokban, azon belül Alabama államban található. Megyeszékhelye és legnagyobb városa Cullman. Az Alabama északi-középső részén található Cullman megyét német bevándorlók alapították az 1870-es években. Cullman megyében található a Lewis Smith-tó, amely népszerű a szivárványos pisztrángot kereső horgászok körében. A megyét egy választott háromtagú bizottság irányítja.
Lakosainak száma 87 866 fő (2020. április 1.). Cullman megye Morgan, Blount, Winston, Lawrence, Marshall és Walker megyékkel határos.

## Története
Cullman megyét 1877. január 24-én alapították Blount , Walker , Morgan és Winston megyék egyes részeinek felhasználásával. A megye nevét alapítójáról, Johann (néha John) G. Cullman ról kapta, aki 1873-ban érkezett Alabamába, hogy kolóniát hozzon létre német bevándorlók számára. Létrehozása előtt a területet szegény gazdák lakták a hegyvidéki területeken túl nehéz volt gazdálkodni, és a terület Észak-Alabama egyik legelszigeteltebb és legelhagyatottabb területe volt. A polgárháború idején a terület az unionisták és a dezertőrök menedékhelye volt . 1863 tavaszán több csatát is vívtak a mai Cullman megye területén. A háború után Johann Cullman amerikában érkezve meglátta a lehetőséget a területben, amikor 1870-ben Alabamába érkezett, találkozott Robert Patton volt kormányzóval , aki azt javasolta neki, hogy telepedjen le Alabamában. 1871-ben körülbelül 350 000 hektár földet vásárolt a Louisville-i és Nashville-i vasút mindkét oldalán , és 1873-ban telepeseket kezdett toborozni levelek és újsághirdetések segítségével. Cullman 20 000 hektár földet adott el a környéken szegény bevándorlóknak, drasztikusan csökkentett áron kínálva a földeket. Ez feldühítette a telepeseket és a szegény gazdákat, akik már a környéken éltek, és végül egy Cullman ellen elkövetett merényletkísérlethez vezettet. Hamarosan azonban Cullman városában 125 új bevándorló család élt. 1880-ra a városnak 1200 lakosa volt. Noha Johann Cullmannnak sikerült magához csábítania az európai bevándorlókat, és felkérték, hogy dolgozzon ki egy "bevándorlási tervet" az alabamai bevándorlási minisztérium számára, városa megtiltotta a feketék számára, hogy letelepedjenek a városban. A tizenkilencedik század végén és a huszadik század elején Cullmant 'sundown townként' ismerték, így nevezték el állítólagos táblájáról, amely figyelmeztette a feketéket, hogy naplemente után ne tartózkodjanak a városban.

## Népesség
A 2020-as népszámlálási becslések szerint Cullman megye lakossága 87 866 fő volt a következő eloszlás szerint.
| Rassz            | lélekszám | százalék | rangsor az állam 67 megyéje közül |
| ---------------- | --------- | -------- | --------------------------------- |
| Teljes           | 87866 fő  | 1,74     | 18                                |
| Fehér            | 78298 fő  | 89,1     | 4                                 |
| Spanyol          | 4146 fő   | 4,7      | 22                                |
| Több rasszú      | 3484 fő   | 4,0      | 15                                |
| Afroamerikai     | 914 fő    | 1,0      | 66                                |
| Ázsiai           | 522 fő    | 0,6      | 28                                |
| Őslakos és egyéb | 502 fő    | 0,6      | 32                                |

Cullman megyeszékhely lakossága 16 072 fő volt.
 A megye további jelentősebb települései közé tartozik Berlin , Good Hope , Dodge City , Hanceville , Holly Pond , Baileyton és Garden City . 
A háztartások medián jövedelme 48 388 dollár volt, szemben az állam egészére vonatkozó 52 035 dollárral, az egy főre jutó jövedelem pedig 24 770 dollár volt, szemben az állam egészének 28 934 dollárjával.
A megye népességének változása:
| Lakosok száma | 80 449 | 80 477 | 80 409 | 80 811 | 82 005 | 87 866 |
|               | 2010   | 2011   | 2012   | 2013   | 2015   | 2020   |

## Gazdaság
Cullman megye területén a megalakítása előtt szegény gazdálkodók és telepesek laktak. A megye hegyvidéki domborzatát terméketlennek vélve, a nagy gazdaságokat kereső gazdák elkerülték a területet. A Montgomery és Decatur közötti vasútvonal létrehozása után a Louisville & Nashville Railroad alelnöke, Albert Fink találkozott Johann Cullmannel, hogy megvitassák egy város felépítését a vasútvonal mentén, hogy vállalkozásokat hozzanak a területre. Cullman német családok százait hozta a környékre, akik hozzáláttak a város gazdaságának átalakításához. Hamarosan a mezőgazdaság fellendült és több féle terméket termesztettek, beleértve a gyapotot , a szőlőt, az epret, a málnát, a borsót és a kukoricát. A német telepesek sörfőzdéket, kolbász- és sajtgyárakat, valamint pincészeteket is nyitottak. Az Alabama Cooperative Extension Service szerint Cullman megye jelenleg az államban első helyen áll a mezőgazdasági termelésben, és a mezőgazdasági összjövedelem tekintetében Amerika legjobb 60 megyéje közé tartozik. A jelenlegi fő mezőgazdasági termékek közé tartozik a baromfi , a húsmarha , az édesburgonya, a faiskolai növények, a kukorica és az erdei termékek .

## Foglalkoztatás
A 2020-as népszámlálási becslések szerint Cullman megyében a munkaerő a következő ipari kategóriák között oszlik meg:
- Oktatási szolgáltatások, valamint egészségügyi és szociális segélyek (21,3 százalék)
- Feldolgozóipar (16,2 százalék)
- Kiskereskedelem (13,6 százalék)
- Építőipar (10,5 százalék)
- Szakmai, tudományos, gazdálkodási, valamint adminisztratív és hulladékgazdálkodási szolgáltatások (8,3 százalék)
- Művészetek, szórakoztatás, rekreáció, valamint szállás- és étkezési szolgáltatások (6,4 százalék)
- Szállítás és raktározás, valamint közművek (5,7 százalék)
- Egyéb szolgáltatások, kivéve a közigazgatást (4,8 százalék)
- Pénzügy és biztosítás, valamint ingatlan, bérbeadás és lízing (4,1 százalék)
- Közigazgatás (4,0 százalék)
- Nagykereskedelem (2,4 százalék)
- Mezőgazdaság , erdészet, halászat és vadászat , valamint nyersanyag-kitermelés (2,2 százalék)
- Információ (0,6 százalék)

## Oktatás
Cullman megyében 27 iskola található. Ezen kivül Cullman városában további hat iskola van. A megyében található a George C. Wallace State Community College, egy kétéves koedukált főiskola Hanceville -ben.

## Földrajz
Az 1955 négyzetkilométeres Cullman megye teljes egészében a Cumberland-fennsík région belül helyezkedik el.
A Black Warrior River és a Mulberry Fork a megye délkeleti szélén húzódik, és számos mellékfolyója, köztük a Duck River, valamint a Dorsey, az Eightmile és a Brindley folynak a megyében. 1961-ben az Alabama Power duzzasztotta a Sipsey folyót, hogy létrehozza a Lewis Smith-tavat, amely a megye délnyugati határa mentén található. A Sipsey számos mellékfolyója, köztük a Blevens, a Crooked és a Ryan patak, folyik a megyében. Az I65-ös autópálya, amely észak-déli irányban halad át a megye központján, Cullman megye fő közlekedési útvonala. A megye központjában észak-déli irányban futó US 31 és a megye északi részén kelet-nyugati irányú US 278 a megye további főbb közlekedési útvonalai. Folsom Field a megye egyetlen nyilvános repülőtere .

## Események és érdekes helyek
A Legszentebb Oltáriszentség kegyhelye és az Angyalok Szűzanya kolostor 400 hektáros területen található Hanceville vidéki részén. A szentély és a kolostor Angelica anya vezetésével épült, aki egyben az Eternal Word Television Network alapítója is , amelynek központja Birminghamben van. Október első hetében Cullman városa megtartja éves Oktoberfestjét, amely Cullman megye alapítóinak német örökségét ünnepli. Cullman ad otthont a Cullman Megyei Múzeumnak és a Weiss Cottage-nak is . Az Ave Maria Grotto , egy négyhektáros park, 125 híres épületet és szentélyt tartalmaz a világ minden tájáról, amelyeket kőből, betonból és kiselejtezett tárgyakból, például márványból és porcelánból miniatűrök alkotnak. A szobrokat 40 év alatt építette Joseph Zoettell testvér, a cullmani Szent Bernát-apátság bencés szerzetese.

A Crooked Creek Polgárháborús Múzeum és Park, Vinemont közösségében, azon a területen található, amely magában foglalja azon helyszínek egyikét, ahol Nathan Bedford Forrest tábornok konföderációs csapatai harcoltak az uniós katonákkal Abel D. Streight uniós ezredes parancsnoksága alatt. A múzeum egy volt postakocsi fogadóban található, és fegyvereket, dokumentumokat, fényképeket és egyéb tárgyakat és emléktárgyakat bemutató kiállításokat kínál.
A Lewis Smith-tó kiváló vízminőségéről ismert . A megyében található a Clarkson Covered Bridge is, amely az állam egyik legnagyobb fedett hídja, amely 1904-ben épült és átível a Crooked Creeken.